# Limia immaculata
Limia immaculata es una especie de peces de la familia de los pecílidos en el
orden de los ciprinodontiformes.

## Morfología
Los machos pueden alcanzar los 2,1 cm de longitud total y las hembras los 3,77 cm.

## Distribución geográfica
Se encuentran al sudoeste de Haití.